# Carmina Virgili
Carmina Virgili Rodón (Barcelona, 19 de junio de 1927 - Barcelona, 21 de noviembre de 2014) fue una geóloga, gestora científica y política española.

## Biografía
Considerada discípula de Lluis Solé i Sabarís, era doctora en Ciencias Naturales por la Universidad de Barcelona desde 1956. Se especializó en sedimentología y estratigrafía del Triásico y del Pérmico. Fue profesora de la Facultad de Ciencias Geológicas e investigadora del CSIC. En 1963 obtuvo la cátedra de Estratigrafía de la Universidad de Oviedo —fue la primera mujer catedrática de dicha universidad, y la tercera de España— y más tarde la de la Universidad Complutense de Madrid. Fue decana de la Facultad de Ciencias Geológicas y fue miembro fundador del Grupo Español de Sedimentología y del Grupo del Mesozoico. Hizo una estancia como profesora asociada en la Universidad de Estrasburgo (1974), fue vicepresidenta de la Société Géologique de France y miembro de la Real Academia de Ciencias y Artes de Barcelona, del Consejo Social de la CIRIT y del Observatori de Bioètica i Dret. Fue la primera mujer en formar parte de la Junta Directiva de la Sociedad Española de Mecánica de Rocas.
Fue secretaria de Estado de Universidades e Investigación en el primer gobierno presidido por Felipe González y tuvo como jefe de gabinete a Alfredo Pérez Rubalcaba. En 1987 fue nombrada directora del Colegio de España en París, cargo que ocupó hasta 1996. En las elecciones generales españolas de 1996 resultó elegida senadora como candidata del PSC por la provincia de Barcelona.
Entre las distinciones recibidas se encuentra la de oficial de la Legión de Honor (Francia). En 1995 recibió la Cruz de San Jorge, en 2008 fue investida Doctora honoris causa por la Universitat de Girona, en 2011 recibió la Medalla de Oro de la Universidad de Barcelona y en 2013 la Medalla de Honor de la Universidad Complutense.

## Obra

### Libros
- El Triásico de los Catalánides. 856 págs. Madrid (1958)
- El fin de los mitos geológicos, Lyell. Nivola Libros y Ediciones, S.L. 320 págs. Madrid (2003) ISBN 978-84-95599-44-5
- La Geologia : dels mites a la Ciència (2004) sobre Charles Lyell

### Artículos
- Dubar, G.; Mouterde, M. R.; Suárez Vega, L. C. y Virgili, C. (1971): «El Jurásico de Asturias (Norte de España)». Cuadernos Geología Ibérica, 2: 561-580
- Virgili, C.; Hernando, S.; Ramos, A. y Sopeña, A. (1976): «Le Permien en Espagne». En: Falke, H. (Ed.). The Continental Permian in Central, West and South Europe. Ed. Kluwert. 91-109 Leiden
- Virgili, C.; Sopeña, A.; Ramos, A. y Hernando, S. (1977): «Problemas de la cronoestratigrafía del Trías en España». Cuadernos de Geología Ibérica, 4: 57-88
- Virgili, C. (1980): «Cartografía del Triásico y Pérmico del Borde Oriental del Sistema Central y Rama Castellana de la Cordillera Ibérica». Cuadernos de Geología Ibérica, 6: 13-20
- Virgili, C.; Sopeña, A.; Ramos, A. y Hernando, S. (1983): «El relleno posthercínico y la sedimentación mesozoica». En: Comba, J.A. (Ed.). Geología de España, Instituto Geológico y Minero de España. 25-36 Madrid
- Sopeña, A.; Virgili, C.; Arche, A.; Ramos , A. y Hernando, S. (1985). «El Triásico». En: Comba, J.A. (Ed.). Libro Jubilar José María Ríos. Geología de España II. Instituto Geológico y Minero de España: 47-62 Madrid
- Virgili, C. (2008): «The Permian-Triassic transition: Historical review of the most important ecological crises with special emphasis on the Iberian Peninsula and Western-Central Europe». Journal of Iberian Geology, 34 (1): 123-158